# Nathalie Herreman
Nathalie Herreman (* 28. März 1966) ist eine ehemalige französische Tennisspielerin.

## Karriere
Nathalie Herreman gewann in ihrer Karriere zwei Einzel- und sechs Doppeltitel. 1990 konnte sie mit einem Achtelfinaleinzug in Wimbledon den größten Erfolg bei einem Grand-Slam-Turnier im Einzel feiern. Bereits zwei Jahre zuvor, im Jahr 1988, hatte sie, an Position 14, gesetzt zusammen mit Pascale Paradis-Mangon das Viertelfinale der French Open erreicht. Im Mixed trat Herreman nur bei den French Open an. Dort gelang ihr 1986 an der Seite von Éric Winogradsky der Einzug ins Achtelfinale.

## Erfolge

### Einzel

#### Turniersiege
| Nr. | Datum            | Turnier  | Kategorie   | Belag        | Finalgegnerin   | Ergebnis  |
| --- | ---------------- | -------- | ----------- | ------------ | --------------- | --------- |
| 1.  | 11. Juli 1986    | Perugia  | WTA         | Sand         | Csilla Cserepy  | 6:2, 6:4  |
| 2.  | 4. Dezember 1989 | Le Havre | ITF $10.000 | Sand (Halle) | Iwona Kuczyńska | 6:4, 7:65 |

### Doppel

#### Turniersiege
| Nr. | Datum            | Turnier         | Kategorie   | Belag           | Partnerin             | Finalgegnerinnen                        | Ergebnis      |
| --- | ---------------- | --------------- | ----------- | --------------- | --------------------- | --------------------------------------- | ------------- |
| 1.  | 1. November 1987 | Zürich          | WTA         | Teppich (Halle) | Pascale Paradis       | Jana Novotná Catherine Suire            | 6:3, 2:6, 6:3 |
| 2.  | 11. Januar 1988  | Moulins         | ITF $10.000 | Sand            | Karine Quentrec-Eagle | Caroline Billingham Anne Simpkin        | 6:3, 6:3      |
| 3.  | 24. Juli 1988    | Aix-en-Provence | WTA         | Sand            | Catherine Tanvier     | Sandra Cecchini Arantxa Sánchez Vicario | 6:4, 7:5      |
| 4.  | 4. Dezember 1989 | Le Havre        | ITF $10.000 | Sand (Halle)    | Catherine Suire       | Stefanie Rehmke Mirijam Schweda         | 6:2, 6:0      |
| 5.  | 2. Dezember 1991 | Le Havre        | ITF $25.000 | Sand (Halle)    | Jewgenija Manjukowa   | Gaby Coorengel Amy Van Buuren           | 6:3, 6:4      |
| 6.  | 12. Mai 1996     | Le Touquet      | ITF $10.000 | Sand            | Karine Quentrec-Eagle | Anna Linkowa Patty van Acker            | 6:1, 6:1      |

#### Finalteilnahmen
| Nr. | Datum              | Turnier | Kategorie   | Belag           | Partnerin       | Finalgegnerinnen                     | Ergebnis      |
| --- | ------------------ | ------- | ----------- | --------------- | --------------- | ------------------------------------ | ------------- |
| 1.  | 25. September 1988 | Paris   | WTA Tier V  | Sand            | Louise Field    | Alexia Dechaume Emmanuelle Derly     | 0:6, 2:6      |
| 2.  | 24. September 1989 | Paris   | WTA Tier V  | Sand            | Catherine Suire | Sandra Cecchini Patricia Tarabini    | 1:6, 1:6      |
| 3.  | 15. Oktober 1989   | Moskau  | WTA Tier V  | Teppich (Halle) | Catherine Suire | Laryssa Sawtschenko Natallja Swerawa | 3:6, 4:6      |
| 4.  | 23. September 1990 | Paris   | WTA Tier IV | Sand            | Alexia Dechaume | Kristin Godridge Kirrily Sharpe      | 6:4, 3:6, 1:6 |

## Abschneiden bei Grand-Slam-Turnieren

### Einzel
| Turnier         | 1983 | 1984 | 1985 | 1986 | 1987 | 1988 | 1989 | 1990 | 1991 | 1992 | 1993 | 1994 | 1995 | Bilanz | Karriere |
| --------------- | ---- | ---- | ---- | ---- | ---- | ---- | ---- | ---- | ---- | ---- | ---- | ---- | ---- | ------ | -------- |
| Australian Open | —    | —    | —    | —    | —    | —    | 2    | 1    | 1    | 1    | 1    | —    | —    | 1:5    | 2        |
| French Open     | 3    | 2    | 2    | 2    | 3    | 1    | 1    | 3    | 1    | 1    | 1    | 1    | 1    | 9:13   | 3        |
| Wimbledon       | —    | 1    | —    | 2    | 1    | 2    | 1    | AF   | 2    | 1    | —    | —    | —    | 6:8    | AF       |
| US Open         | —    | 2    | —    | 1    | 1    | 3    | 2    | 1    | 3    | —    | —    | —    | —    | 6:7    | 3        |

### Doppel
| Turnier         | 1983 | 1984 | 1985 | 1986 | 1987 | 1988 | 1989 | 1990 | 1991 | 1992 | 1993 | Bilanz | Karriere |
| --------------- | ---- | ---- | ---- | ---- | ---- | ---- | ---- | ---- | ---- | ---- | ---- | ------ | -------- |
| Australian Open | —    | —    | —    | —    | —    | —    | 2    | 1    | 1    | 1    | 1    | 1:5    | 2        |
| French Open     | 1    | 2    | 1    | 1    | AF   | VF   | 2    | 1    | 1    | 1    | —    | 7:10   | VF       |
| Wimbledon       | —    | 1    | —    | —    | —    | 1    | 1    | 2    | 1    | —    | —    | 1:5    | 2        |
| US Open         | —    | 1    | —    | —    | 1    | 1    | 2    | 1    | 2    | —    | —    | 2:6    | 2        |

### Mixed
| Turnier     | 1983 | 1984 | 1985 | 1986 | 1987 | 1988 | 1989 | 1990 | 1991 | 1992 | 1993 | 1994 | 1995 | 1996 | Bilanz | Karriere |
| ----------- | ---- | ---- | ---- | ---- | ---- | ---- | ---- | ---- | ---- | ---- | ---- | ---- | ---- | ---- | ------ | -------- |
| French Open | 2    | 2    | 1    | AF   | 1    | —    | 1    | 2    | 2    | 1    | —    | —    | 1    | 1    | 6:11   | AF       |